# 300 스파르탄
《300 스파르탄》(영어: The 300 Spartans)은 1962년 미국의 전쟁 영화로, 테르모필레 전투를 소재로 한다. 루돌프 마테 감독이 연출했고, 리처드 이건, 랠프 리처드슨, 다이앤 베이커, 배리 코, 데이비드 패러, 도널드 휴스턴, 안나 시노디누가 출연했다.
동일한 소재를 다룬 잭 스나이더 감독의 2007년 영화 《300》의 조상격인 영화로, 《300》의 원작자 프랭크 밀러는 《300 스파르탄》을 보고 만화 《300》을 구상했다.

## 출연
- 리처드 이건 - 레오니다스 왕
- 랠프 리처드슨 - 테미스토클레스
- 다이앤 베이커 - 엘라스
- 배리 코 - 필론
- 데이비드 패러 - 크세르크세스 왕
- 도널드 휴스턴 - 휘다르네스
- 안나 시노디누 - 고르고 왕비
- 키런 무어 - 에피알테스
- 존 크로퍼드 - 아가톤
- 로버트 브라운 - 판테우스
- 로런스 네이스미스 - 그리스 사절
- 앤 웨이크필드 - 아르테미시아 여왕
- 이반 트리솔트 - 데마라토스 선왕
- 찰스 펀리 포셋 - 메기스티아스
- 미할리스 니콜리나코스 - 뮈론
- 산드로 질리오 - 크세나톤
- 디모스 스타레니오스 - 사모스
- 안나 라프토풀루 - 토리스
- 요르고스 무치오스 - 데모필로스
- 니코스 파파콘스탄디누 - 그렐라스
- 존 G. 콘테스 - 아르토바도스
- 마리에타 플레모토모스 - 그리스 여인
- 코스타스 발라디마스 - 마르도니우스
- 잔니노 - 아테네 시민

## 기타
- 원작자: 지안 파올로 칼레가리
- 원작자: 레미지오 델 그로소
- 원작자: 지오바니 드에라모
- 원작자: 우고 리버라토어
- 의상: 지넷 드보드